# Сетино
Сетино — деревня в Карамышевской волости Псковского района Псковской области России.
Расположена на левом берегу реки Кебь, в 10 км к северу от села Карамышево и в 33 км к востоку от центра города Пскова.
Численность населения деревни по состоянию на 2000 год составляла 4 человека.
До 1 января 2010 года деревня входила в состав ныне упразднённой Задорожской волости с центром в д.Лопатово.